# Сергиены
Сергиены (рум. Serghieni, Сергиень) — село в Глодянском районе Молдавии. Наряду с сёлами Кухнешты, Бисериканы, Кот и Мовилены входит в состав коммуны Кухнешты.

## География
Село расположено на высоте 55 метров над уровнем моря.

## Население
По данным переписи населения 2004 года, в селе Сергиень проживает 36 человек (15 мужчин, 21 женщина).
Этнический состав села:
| Национальность | Число жителей | Процентный состав |
| -------------- | ------------- | ----------------- |
| молдаване      | 35            | 97.22             |
| украинцы       | 1             | 2.78              |
| Всего          | 36            | 100%              |